# Leptohymenium microphyllum
Leptohymenium microphyllum là một loài Rêu trong họ Hylocomiaceae. Loài này được (Schwägr.) Schwägr. mô tả khoa học đầu tiên năm 1830.